# Ústaleč (hradiště)
Ústaleč je raně středověké hradiště poblíž stejnojmenné vesnice u Nalžovských Hor v okrese Klatovy. Nachází se na vrchu Hradec (612 metrů), jeden kilometr severozápadně od vesnice. Osídleno bylo přibližně v desátém až jedenáctém století. Areál hradiště je chráněn jako kulturní památka ČR.

## Historie
Jako první hradiště na Hradci popsal Emanuel Šimek v roce 1930. Datování jeho vzniku a osídlení umožnil zatím jediný zlomek keramiky, který pochází přibližně z desátého nebo jedenáctého století, a nelze tedy vyloučit ani pravěký původ hradiště. V období raného středověku je hradiště hypoteticky dáváno do souvislosti s prácheňským hradem, ale je též možné, že plnilo zejména hospodářskou funkci jako zázemí pro rýžování a povrchové dolování zlata, jehož stopy se v okolí nacházejí.

## Stavební podoba
Podle povrchového průzkumu z roku 1978 hradiště s oválným půdorysem zaujalo vrcholovou plošinu kopce, která se mírně sklání směrem k jihu. Z opevnění se částečně dochoval val, jehož zbytky jsou patrné zejména na severu, východě a částečně na jihu, kde se výška valu pohybuje od 0,5 do 1,5 metru a šířka dosahuje až osm metrů.